# Therapeutische Kernspinresonanz
Therapeutische Kernspinresonanz bezeichnet eine Behandlungsmethode, bei der das Prinzip der Kernspinresonanz therapeutisch eingesetzt wird.
Patienten werden drei unterschiedlichen Feldern ausgesetzt: einem statischen Magnetfeld, einem modulierten Magnetfeld und einem gepulsten Radiofrequenzfeld. Damit sollen Stoffwechselabläufe im Körper aktiviert und regenerative Prozesse in gezielt ansteuerbaren unterschiedlichen Zell- und Gewebegruppen ausgelöst werden. Bislang liegen kleine wissenschaftliche Einzelstudien vor (62–70 Pat.), die Hinweise auf eine Wirksamkeit geben, auch eine winzige (39 Pat.) Langzeitstudie auf Grundlage einer bis zu vier Jahre zurückliegenden Therapie.  Eingesetzt wird die Technologie von Befürwortern hauptsächlich bei degenerativen Erkrankungen des Stütz- und Bewegungsapparates, bei Gelenkerkrankungen (Arthrose), bei Sport- und Unfallverletzungen sowie bei Osteoporose und Stoffwechselstörungen im Bereich des Knochens.

## Funktionsprinzip
Die Magnetresonanztomografie ist seit vielen Jahren in der klinischen Diagnostik als bildgebendes Verfahren zur exakten Gewebedarstellung (Organ-, Gewebe- und Knochenstrukturen) verbreitet. Die Grundlage für die Erzeugung von MRT-Bildern ist die Eigenschaft von Wasserstoffatomen, sich in einem Magnetfeld wie Kompassnadeln in eine Richtung auszurichten. Lenkt man Radiowellen einer bestimmten Resonanzfrequenz zusätzlich auf die ausgerichteten Atome, sorgt dieser Impuls dafür, dass sie sich um bis zu 180 Grad drehen und dabei Energie aufnehmen. Werden die Radiowellen wieder abgeschaltet, so fallen die Atome wieder in den Ursprungszustand zurück. Dabei wird die zunächst aufgenommene Energie wieder abgegeben. Auch mit kleinen Flussdichten kann so grundsätzlich Kernspinresonanz herbeigeführt werden.
Den Effekt, dass Wasserstoffatome in unterschiedlichen Gewebestrukturen unterschiedlich reagieren, versucht man sich beim therapeutischen Kernspinresonanzverfahren zunutze zu machen.
Abgezielt wird auch auf die Homologien von speziellen Wasserstoffionenkanälen (Protonen) mit Rezeptoren für Vanillinsäure, die wiederum für die Schmerzübertragung verantwortlich sind.
Die technische Besonderheit des Verfahrens liegt nun darin, dass der Effekt der schnellen adiabatischen Pulse zur Erzeugung der Kernspinresonanz bei kleinen und inhomogenen Magnetfeldern ausgenutzt wird.
Die Gerätesysteme sind Medizinprodukte der Klasse IIa gemäß den Anforderungen für Medizinprodukte Richtlinie 93/42/EWG. Die erzeugten Magnetfelder liegen im Millitesla-Bereich und sind somit gegenüber den Feldern bei der diagnostischen Magnetresonanztomografie etwa um den Faktor 1000 schwächer. Die Technologie ist zudem in zahlreichen Ländern patentiert.
Die Behandlungsmethode ist noninvasiv. Der Patient lagert den zu behandelnden Bereich in einem flächigen, ringförmigen oder auch offenen Applikator.

## Einsatz

### Studien zur Wirksamkeit
Zur Wirksamkeit der therapeutischen Kernspinresonanz wurden in vivo und in vitro Studien sowie Untersuchungen im Tiermodell durchgeführt.  In Vorträgen und Posterpräsentationen wurde die Methode auch auf medizinischen Kongressen und Fachtagungen vorgestellt, und es gibt zusätzlich Veröffentlichungen in deutschen und österreichischen Ärztezeitschriften. In einer doppelblinden, placebokontrollierten Studie mit 70 Patienten und einer Nachbeobachtungszeit von 6 Monaten bei Fingergelenkarthrosen fand sich, dass die Fingerfunktion bei manuellen Tätigkeiten des Alltages über mehrere Monate bei gleichzeitiger Schmerzreduktion hochsignifikant verbessert wurde.  Zur Wirkung der Kernspinresonanz auf den Rehabilitationserfolg bei chronischen Rückenschmerzen (lower back pain) wurde eine Studie (über 60 Patienten) mit Hinweisen auf eine positive Wirkung, auch bezüglich des Schmerzes, durchgeführt.
An der Fachhochschule Aachen/Jülich wurden mehrere in vitro Studien, nach internationalen Normen an Chondrozyten, Osteoblasten, Hautzellen und der extrazellulären Matrix durchgeführt. Der Einfluss mit Kernspinresonanz hat dabei zu einem tendenziellen Wachstum bei der Vermehrung von Chondrozyten und Osteoblasten geführt.  Weitere Untersuchungen mit Hautfibroblasten zeigen, dass die Proteinsynthese in Fibroblasten verändert wurde. Die Forschung mit therapeutischer Kernspinresonanz konnte auch zeigen, dass Querverbindungen von Kollagen und Hautfibroblasten sowie die extrazelluläre Matrix beeinflusst wurden.

### Einsatzbereiche
Für die therapeutische Anwendung der Kernspinresonanz wird in der konservativen (nichtoperativen) Orthopädie von Befürwortern ein breites Therapiespektrum genannt. Das Verfahren dient dazu, das vorhandene manuelle Leistungsspektrum der konservativen Orthopädie und Unfallchirurgie zu ergänzen. Bei der Arthrose wird die Methode zur Behandlung im Bereich der Gelenke eingesetzt sowie bei Bänder-, Sehnen und Sehnenansatzbeschwerden, Tennisarm, Golferellbogen und Achillessehnensyndrom. Auch die Erkrankung der Osteoporose, Knochennekrose sowie Stoffwechsel- und Durchblutungsstörungen im Bereich des Knochens sollen mit dem Therapiesystem erfolgreich behandelt werden können. In Deutschland gibt es, laut Hersteller, etwa 200 Einrichtungen, in denen etwa 10000 Patienten pro Jahr behandelt werden. Im Bereich der  evidenzbasierten medizinischen Forschung findet das Verfahren keine Rezeption.

## Kritische Rezeption
Auch wenn unterschiedliche physikalische Prinzipien zugrunde liegen und der wissenschaftliche und technologische Hintergrund nachweisbar ein anderer ist, vergleichen einige Kritiker die Technologie der Kernspinresonanz mit der wesentlich einfacheren Technologie der pulsierenden elektromagnetischen Felder (PEMF) und sehen Ähnlichkeiten. Die Probandenzahlen in den einzelnen Studien sind gering. Zu beachten ist, dass diese Studien nicht in expliziten Fachzeitschriften, sondern in Verbandsorganen publiziert wurden und sie nicht den Kriterien für Peer-Review-Zeitschriften entsprechen. Es fehlen Angaben zum genaueren Prozedere und zur Statistik. In der wissenschaftlichen Medizin wird diese Therapie hinsichtlich ihrer Wirksamkeit als „wissenschaftlich noch nicht einwandfrei erwiesen“ angesehen. Im Bereich der evidenzbasierten Medizin findet das Verfahren aufgrund der derzeitigen ungenügenden Studienlage keine Anerkennung.